# 木下敏之
木下 敏之（きのした としゆき、1960年（昭和35年）2月12日 - ）は、日本の政治家、農林水産官僚。福岡大学経済学部産業経済学科教授。佐賀市長を2期務めた。

## 概要
佐賀県佐賀市生まれ。母方の叔父2人が陸軍少佐（日華事変で戦死）と学徒動員（ミャンマーで戦死）で、父も陸軍士官学校の軍人だった。
佐賀大学教育学部附属小学校、ラ・サール中学校・高等学校、東京大学法学部第2類（公法コース）卒業。1984年（昭和59年）、農林水産省に入省した。島根県那賀郡三隅町や水産庁漁場保全課・漁政課への出向を経て、1991年（平成3年）より農林水産省大臣官房総務課環境対策室課長補佐。1993年（平成5年）より環境庁水質保全局水質管理課、1994年（平成6年）より栃木県農務部農業経済課長へそれぞれ出向。1997年（平成9年）から農林水産省農林水産技術会議総務課総括課長補佐を務め、同職を最後に退官。
1999年（平成11年）、佐賀市長選挙に無所属で出馬し、全国の県庁所在地の市長の中では最年少の39歳で初当選を果たした。2003年（平成15年）、佐賀市長再選。2005年（平成17年）、佐賀市・佐賀郡諸富町・大和町・富士町・神埼郡三瀬村の合併に伴う新・佐賀市の市長選に出馬したが、元・佐賀市職員の秀島敏行に約4,000票差で敗れ、落選した。
2008年（平成20年）6月、官僚国家日本を変える元官僚の会の立ち上げに参加し、同会幹事に就任。2009年（平成21年）、事業仕分け第1弾第2ワーキンググループに民間有識者の立場で参加し、翌2010年（平成22年）の事業仕分け第2弾ワーキンググループBにも引き続き参加した。
同年、福岡市長選挙に無所属で出馬したが、元・アナウンサーの高島宗一郎（当選）、現職の吉田宏福岡市長の後塵を拝し、得票数3位で落選した。
2012年（平成24年）4月、福岡大学経済学部産業経済学科教授に着任。